# Fogdhyttan
Fogdhyttan är en ort i Nora socken nordväst om Gyttorp i Nora kommun, som av SCB klassades som småort mellan 1990 och 1995 och åter från 2020 till 2023. 